# Fancy
Fancyは Joseph Einhornによってつくられた、ソーシャルコマースサービスのこと。本社はニューヨーク。
サービス内では気に入った商品を「Fancy」することや、掲載されている商品の画像をアップロードしたユーザーを「フォロー」することができ、自分の趣味趣向に似たユーザーが好む商品を見つけられる仕組みになっている。
また、ユーザーがFancy上で見つけた商品を購入したい場合には、扱っている個別のECサイトに移動する必要なく、Fancy上で商品を購入することが特徴である。Fancy上で人気の商品は、毎日トップページに更新され、世界の最新のトレンドを一目でみることもできる。
各種SNSとも連携しているため、ソーシャル上の繋がりをもとにしてショッピングをすることも可能である。
2013年7月、Bloombergから発表があったように、約6億ドル（約600億円）の時価総額（バリュエーション）で約5,300万ドル（約53億円）の出資を受けた。
ボードメンバーには、フランソワ・アンリ・ピノー（グッチやプーマなどを展開するケリングのオーナー）、クリス・ヒュージ（フェイスブック共同創始者）、ジャック・ドーシー（ツイッター創始者）らが就任しており、株主には、彼らに加え、ウィル・スミス、アメリカン・エキスプレスなどの一流企業やアーティストが名を連ねている。
アップルとグーグルにより2012年のBEST APPにも選出され、2013年春には日本オフィスを創設している。

## 略歴

### Thing Daemon,inc
Fancyの運営会社。 
CEOであるJoseph Einhornは、会社のミッションを「世界中の全てのモノのデータベースを作りたい」とまとめている(2010年のTechCrunch USの記事より)。Gucci のサングラスからコミックスまで、全てのモノのメタデータを集め、ウェブ上にモノのプラットフォームを作ることを目的にしている。

### 創立と成長
5,000人規模のインフルエンサーやセレブのみが利用できる、完全招待制のフォトブログとしてサービスが開始され、その後、招待制を廃止し一般公開された。
2012年10月、インターネット業界の分析データを提供するcomScoreは、Fancyが調査開始の2011年8月から252%の成長を記録しており、約100万ドル(約100億円)の価値があると試算した。
その後、2013年7月には、約600万ドル(約600億円)の時価総額でアメリカン・エキスプレスやウィル・スミスなどから出資を受けた。
2014年2月には、アメリカ社交界で活躍するソーシャライツであるOlivia Palermoが、FancyにてE-コマースサイトをスタートしたことで話題となった。

### ドメイン
2013年6月にFancyはドメイン「Fancy.com」を購入し、ブランド名を「The Fancy」から「Fancy」に変更。

### 利用者
Fancyを最も利用しているのはアメリカからのユーザーで、全体の24.8%に及び、特に18～24歳の女性が多数派です。その他にもインド7.8%、フランス6.5%、中国5.2%など世界中に広がっている。

## 特徴

### 基本機能
Fancyのトップページには、世界中の「Fancy」な商品が毎日更新され、世界のトレンドが一目で見られるようになっている。気に入ったアイテムは「Fancy」することで、お気に入りのアイテムをマイページにコレクションすることが可能。また、色別、カテゴリー別でお気に入りを探せる他、自分がフォローした人が見つけた商品だけがみられる閲覧方法もある。
好みが似ているユーザーやインフルエンサーを「フォロー」する機能もついている。好きな有名人、ブランドをフォローすることで、モノを通じてつながることが可能。
また、ユーザーは、ウェブブラウザに「ブックマークレット」をダウンロードするか、Fancy内の「アップロード」から画像URLまたは写真をドラッグ＆ドロップすることで、お気に入りの画像を投稿することもできる。
アップロードの数やフォロワー数などに応じてランクが上がり、「エディター」や「アートディレクター」などの称号が与えられる。
対応機種は、 iPhone、iPad、 Android、Windows Phone。

### Fancy Box
Fancyのキュレーターが厳選したアイテムの詰め合わせが毎月届く、定期購入サービスのこと。通常のFancy Boxの他、ハリウッドスターはじめ、有名人がセレクトしたアイテムとコラボレートしたBoxも多数あり。
2012年9月に開始し、アメリカでは俳優のAshton Kutcherや、歌手のPinkなどとコラボレート。
日本ではVERBAL Fancy Boxが第一弾としてスタート。

《現在、FANCYがコラボレートしているBOX》

Pink 

Coco Rocha 

VERBAL 

Snoop Dogg

### ギフト
自分用ではなく、プレゼントとしてFancyBoxやFancyギフトカードなどを送ることもできる。ベイビー、フィットネス、アニバーサリー、冬の定番、などのシチュエーションやカテゴリー別のギフトガイドページも設置。さらに、相手の特性に合わせたオススメを紹介してもらえる「おすすめアイテム」ページもある。
また、友人へ複数名でギフトを贈ることができるグループギフト機能もある。贈りたいアイテムの詳細ページの「グループギフトを主催する」を選択し、友人を招待し「出資する」ボタンを押すと、招待した人数で購入金額を分け合って商品を購入できる。出資金が目標金額に到達すると、送付先に設定していた相手にギフトが贈られる。 ※未成立時は請求無し

### 当日配達サービス
Fancy上で正午までに購入した商品を、その日の17時までに配達するサービスのこと。
ニューヨーク、ボストン、日本など世界全60都市で一斉にスタート。今後、エリア拡大をはかると共に、当日配達サービスで購入できる商品を充実させていく予定。

### プロモーション
SNSにシェアした招待リンクから友人が新規登録したり、商品リンクから購入されたりすると、Fancy上で利用可能なFancyクレジットを獲得できるような、アフィリエイト機能も充実。
友人を招待すると、1人あたり1ドル分のFancyクレジットが獲得でき、さらにその友人が60日以内に商品を買うと10ドルのクレジットを受け取ることができる。
また、Fancyボタン使って、個人のブログやWebサイト上でFancyの商品をシェアできる機能の他、個人のブログやWebサイト上の画像に「Buy with FANCY」のカートボタンを付け加え、Fancyのページに飛ぶ事なくそのまま商品が購入出来る機能、Fancy Anywhereも提供。実際に個人のブログやWebサイト経由で商品が購入されると、購入金額の10%分のFancyクレジットが獲得できる。
Fancy AnywhereはTumblrと提携し、Tumblrのユーザーインターフェースに馴染むようなデザインでも提供中。

### 日本での展開
2013年10月23日より、伊勢丹オフィシャルページを開設。ISETAN DESIGN WEEKのイベントに合わせ、クリエイターや職人の手仕事によるオリジナルプロダクトからタイムレスな名品を紹介中。アパレル商品やファッション雑貨など、商品カテゴリーを拡大予定。

## ファイナンス

### 収益源
Fancyには広告収益はなく、商品を販売する場所をブランドや小売業者に提供することで収益を得ている。ブランドや小売業者は、商品の画像をアップロードするだけでなく、価格、追加画像、説明文等の情報を追加し、商品を販売することができる。（またはユーザーがアップして、既に一定数のFancy数を集めている商品の画像に、追加情報を紐づけて販売することができる）
また、Fancyが承認した一定のブランドや小売業者の商品については、Fancy上に登録した商品のリンクを貼り付け、ユーザーを自社のウェブサイトに誘導することもできる。その場合、外Fancyはアフィリエイト料金として10%の配当を得る。

### 資金調達
2009年6月9日、エンジェル投資家のJim Pallotta（取締役、Boston Celticsのオーナー）、Esther Dyson、Allen & Companyより、約200万ドル（約2億円）の資金調達を行う。
2010年5月、シリーズAラウンドにおいて、Art Samberg、Jeff Samberg、Maynard Webb、Bob Pittman、ツイッター創始者Jack Dorsey（取締役）、 Facebook共同創始者Chris Hughhes（取締役）らを含む複数の投資家による資金を総額約600万ドル（約6億円）へと引き上げる。
2011年11月にはPinault-Printemps-Redouteより約1,000万ドル（約10億円）の投資を受け、企業価値約1億ドル（約100億円）となった。
2013年7月、その他American Express、Len Blavatnik、Will Smithらによる約5,300万ドル（約53億円）の資金提供を受ける。
これにより、企業価値は約6億ドル（約600億円）となる。以後規模は拡大し2013年には月約300万ドル（約3億円）の売上を記録。
2013年9月には、Barneys NewYorkのオーナーRichard C. Perry、その息子でFancyで働いているDavid Perryにより約700万ドル（約7億円）の投資を受ける。

### 買収
2012年8月の時点で、AppleはFancyを買収する交渉を進めていた。Appleは急成長していくEコマース市場で自身の役割を確固たるものにしたいと考えたのだ。Fancyを買収することで、Appleは単純な興味を購買意欲に変えることができると期待されていたが、この買収は実現せず、買収額も開示されなかった。
2013年2月、Fancyは同社の食品事業を強化するため、オンラインの食品技工ベンダーSamplrs.comを買収した。

### Google+との提携
2013年2月、Google+はFancyと提携。これにより、Facebookの「ギフト」と同様のしくみで、ユーザーは同一プラットフォーム上で直接購入またはシェアができるようになった。